# Międzynarodowa Komisja Wielorybnictwa
Międzynarodowa Komisja Wielorybnictwa – organizacja międzynarodowa mająca za zadanie chronić populację waleni oraz nadzorować i korygować ograniczenia ustalone przez Międzynarodową Konwencję o Regulacji Wielorybnictwa, zarządzającej przebiegiem polowań na wieloryby na całym świecie. Powstała 2 grudnia 1946 roku w Waszyngtonie.
Głównym zadaniem komisji jest:
- zapewnianie całkowitej ochrony najbardziej zagrożonym gatunkom waleni
- oznaczanie niektórych akwenów jako rezerwaty waleni
- ustalanie limitu ilości i wielości poławianych wielorybów
- ustalanie sezonów połowów na wieloryby
- zbieranie raportów z połowów oraz danych statystycznych i biologicznych
- zapewnienie ochrony samicom w ciąży oraz opiekującym się młodymi